# پاناخس
پاناخس (به لاتین: Panakhes) یک منطقهٔ مسکونی در روسیه است که در آدیغیه واقع شده‌است.